# Левановы
 Левановы  — деревня в Оричевском районе Кировской области в составе Гарского сельского поселения.

## География
Находится на расстоянии примерно 8 км на север от районного центра поселка Оричи.

## История
Известна с 1678 года как деревня Кошинская с 2 дворами, принадлежавшая Успенскому Трифанову монастырю. В 1764 году здесь (уже деревня Левановская) учтено 37 жителей. В 1873 году здесь было отмечено дворов 15 и жителей 71, в 1905 (уже Левановы) 16 и 110, в 1926 20 и 116, в 1950 75 и 131, в 1989 году оставалось 10 жителей.

## Население
Постоянное население  составляло 3 человека (русские 100%) в 2002 году, 4 в 2010.